# Old School Love
Old School Love è un singolo del rapper statunitense Lupe Fiasco, pubblicato nell'ottobre 2013 ed estratto dal suo album Tetsuo & Youth. La canzone vede la collaborazione del cantante inglese Ed Sheeran.

## Video musicale
Il videoclip della canzone è stato diretto da Coodie & Chike e girato a New York e Chicago.

## Tracce
1. Old School Love (feat. Ed Sheeran) – 4:33